# Hepatitis E
Hepatitis E upalna je bolest jetre uzrokovana virusom hepatitisa E. Virus hepatitisa E prenosi se fekalno-oralnim putem, najčešće konzumiranjem zagađene vode. Osim toga može se prenijeti hranom, odnosno namirnicama koje potječu od zaraženih životinja, transfuzijom krvi ili krvnih pripravka i vertikalnim prijenosom od majke na plod tijekom trudnoće. Rizični čimbenici koji pogoduju širenju ovog virusa su nehigijenski uvjeti, prije svega voda zagađena fekalijama. Hepatitis E najčešće je samoregulirajući, odnosno bolest prolazi unutar 4 do 6 tjedana, ali ponekad može prijeći u fulminativni hepatitis i uzrokovati akutno zatajenje jetre i smrt. Hepatitis E može uzrokovati stopu smrtnosti od 20% kod žena u trećem tromjesečju trudnoće. 

## Simptomi i liječenje
Najvažniji simptomi ove infekcije su: žuto obojenje kože i bjeloočnica, tamna mokraća i blijeda stolica, gubitak apetita, povećanje jetre, mučnina, povraćanje i groznica. Ne postoji uzročno liječenje hepatitisa E, osim simptomatskog pa je u borbi protiv ove bolesti najučinkovitija prevencija.

## Prevencija
Prevencija podrazumijeva osiguravanje zdravstvenog standarda kroz kontrolu vode za piće, odnosno kontrolu i primjerenu sanaciju otpadnih voda. Individualna prevencija podrazumijeva higijenu ruku nezagađenom vodom, naročito prije jela, korištenje zdravstveno kontrolirane vode za piće i konzumacija zdravstveno kontrolirane hrane. 

## Epidemiologija
Hepatitis E raširen je po cijelom svijetu, ali najčešće se pojavljuje u istočnoj i južnoj Aziji. Procjenjuje se da je u svijetu oko 20 milijuna ljudi zaraženo virusom hepatitisa E, godišnje se pojavljuje više od 3 milijuna akutnih slučajeva i 56 600 smrtnih slučajeva koji se mogu povezati s ovom bolesti. Danas postoji cjepivo protiv virusa Hepatitisa E, proizvedeno i registrirano u Kini, ali još uvijek nije široko dostupno.